# 丁繼芳
丁繼芳（1559年4月13日—1593年），號繩我，四川成都府雙流縣人，或作新繁縣人，明朝政治人物。

## 生平
丁繼芳是萬曆四年（1576年）丙子科四川鄉試舉人，十七年（1589年）己丑科三甲進士，先在吏部觀政，同年十月獲授南漳知縣，十九年九月調任武陵知縣，二十一年（1593年）在任內去世。

## 引用
1. 1 2  《萬曆十七年己丑科進士履歷便覽》：丁繼芳，曾祖漢，祖廷輔，父玠。繩我，易五房，己未三月初六日生，雙流縣人，丙子鄉試，三甲六十三名，吏部觀政，十月授湖廣南漳知縣，辛卯九月調繁武陵縣，癸巳卒。
2. ↑  嘉慶《四川通志·卷一百二十七·選舉志四》：萬厯四年丙子科（舉人）……丁繼芳 新繁人